# Международен комитет на Червения кръст
Международният комитет на Червения кръст (МКЧК) е основната част на Червения кръст – международно хуманитарно движение, създадено за защита на човешкия живот и здраве, за осигуряване на уважение към човешкото достойнство и за предотвратяване и облекчаване на страданията на хората, без разлика на националност, раса, пол, религия, класа или политически възгледи. То обединява няколко международни и множество национални организации с приблизително 97 милиона членове и доброволни сътрудници.
Дейността на Червения кръст по време на война е посветена на облекчаване страданията на ранените военни, цивилни и военнопленници, а в мирни времена е насочена към осигуряване на медицинска и друг вид помощ, особено след бедствия, като наводнения, земетресения, епидемии, към подобряване на здравното образование и възпитание, организиране на кръводаряването и други.
Основните части на движението на Червения кръст са:
- Международен комитет на Червения кръст (МКЧК) – частна институция, основана през 1863 година в Женева от Анри Дюнан. Според международното хуманитарно право комитетът има специални права за защитата на живота и достойнството на жертвите на международни и вътрешни въоръжени конфликти. Той е трикратно награждаван с Нобелова награда за мир – през 1917, 1944 и 1963 година.[2]
- Международна федерация на Червения кръст и Червения полумесец (МФЧКЧП) – обединение на националните червенокръстки дружества, основано през 1919 година и включващо днес 190 организации.[3] Федерацията координира дейността на националните организации, особено при събития от голям мащаб. Седалището на нейния секретариат е в Женева. Организацията получава Нобелова награда за мир през 1963 година.[2]
- Червенокръстки дружества – национални организации в почти всяка страна по света. В зависимост от обстоятелствата и възможностите си, националните дружества могат да поемат и задачи, които не ся пряко дефинирани в международното хуманитарно право. В много страни те са тясно свързани с местното здравеопазване като част от системата за бърза медицинска помощ.
- Международно движение на Червения кръст и Червения полумесец – през 1928 г. е създаден „Международният съвет“, който да координира сътрудничеството между Международния комитет на Червения кръст (МКЧК) и Международната федерация на Червения кръст и Червения полумесец (тогава наричана „Лига на дружествата на Червения кръст“) – задача, която по-късно се поема от „Постоянната комисия“. През същата година за първи път е приет общ закон, определящ съответните роли на МКЧК и Лигата в рамките на движението.

## Неизменни принципи
Има около 97 милиона души по света, които са работили с МКЧК, Международната федерация и националните дружества.
През 1965 г. международната конференция във Виена приема седем основни принципа, които трябва да бъдат общи за всички части на движението и се прибавят официално към устава на Движението през 1986 г. Това са:
- Хуманност – опазване на здравето и на човешкото достойнство;
- Безпристрастност – оказване на помощ на всяка от страните на конфликта;
- Неутралитет – липса на ангажиране в конфликта;
- Доброволност – включването към организацията е доброволно;
- Единност – във всяка страна може да съществува само една национална организация към Червения кръст;
- Универсалност – дейността на Червения кръст се простира във всички държави на планетата;
- Независимост – Червеният кръст не е под егидата на никоя друга организация.

## История

### Международен комитет на Червения кръст

#### 19-и и началото на 20 век – Солферино, Жан-Анри Дюнан и основаването на Международния комитет на Червения кръст
До средата на 19 век, няма организирана или утвърдена система за армията, медицински сестри за помощ на жертвите и няма изградени безопасни и защитени институции за настаняване и лечение на тези, които са ранени на бойното поле. През юни 1859 г., швейцарският бизнесмен Жан-Анри Дюнан пътува до Италия, за да се срещне с френския император Наполеон III с намерението да обсъдят трудностите при извършване на стопанска дейност в Алжир, по това време, заемана от Франция. Когато пристига в малкото градче Солферино, вечерта на 24 юни, става свидетел на битката при Солферино, част от Австро-итало-френската война. В един и същи ден около 40 000 войници от двете страни умират или са ранени на терена. Жан-Анри Дюнан е шокиран от ужасната гледка, страданията на ранените войници, както и почти пълната липса на медицинска помощ и основни грижи. Той напълно се отказва от първоначалното си намерение на пътуването и в продължение на няколко дни се отдава да помага с лечение и грижи за ранените. Жан-Анри Дюнан успял в организирането на хуманитарна помощ, чрез мотивиране на местните жители за помощ без дискриминация.
Връщайки се обратно в Женева, той решава да напише книга, озаглавена ”Спомен от Солферино”, която публикува със собствени средства през 1862 г. След това изпраща копия от книгата си на водещи политически и военни дейци от цяла Европа. В допълнение написва и ярко описание на преживяванията си в Солферино през 1859 г. Той изрично призовава за формиране на национални доброволчески организации за хуманитарна помощ, за да помогне на медицинските сестри и ранените войници в случай на война. В допълнение, призовава за развитието на международни договори, за да се гарантира защита на неутралните медици и полеви болници за войници, ранени на бойното поле.
През 1863 г. Гюстав Моание, адвокат в Женева и президент на Женевското общество за обществено благосъстояние, получава копие от книгата на Дюнан и я представя за обсъждане по време на среща на това общество. В резултат на тази първоначална дискусия, обществото назначава комисия, за да проучи доколко е осъществимо предложението на Дюнан, и евентуално да се организира международна конференция за изпълнението му.
Членовете на тази комисия, които често са назовавани като „комитет от петте“, освен Дюнан и Мойнер – Луи Апия, който има значителен опит в работата като полеви хирург; приятеля и колега на Апия – Теодор Моноар, от Женевската Здравно-хигиенна служба и Гийом-Анри Дюфур от славната Швейцарска армия. Осем дни по-късно, петима мъже решават да преименуват комитета на Международен комитет за помощ на пострадалите. През октомври (26 – 29) 1863 г. международна конференция, организирана от комитета, се състои в Женева, за да открие възможни мерки и да докаже нуждата от медицински услуги на бойното поле. На конференцията присъстват 36 различни делегати: осемнадесет официални делегати от националните правителства, шест делегати от други неправителствени организации, седем неофициални чужди делегати и пет члена на международния комитет.
Държавите и кралствата представени от официални делегати са следните:
- Австрия
- Велико херцогство Баден
- Бавария
- Франция
- Електорат на Хесен
- Италия
- Холандия
- Прусия
- Руската империя
- Саксония
- Испания
- Швеция и Норвегия
- Обединеното кралство

Сред предложенията, вписани в крайната резолюция на конференцията приета на 29 октомври 1863, са:
- Фондацията за социални облекчения в обществото за ранени войници;
- Закрила и неутралност за ранените войници;
- Мобилизиране на доброволци за улесняване на помощта на бойното поле;
- Организацията на допълнителни конференции за приемане на тази концепция в правно обвързващи международни договори;
- Въведението в основните мерки за безопасност за медицинския персонал на бойното поле е именно надеждността на Червения кръст.

Само една година по-късно, швейцарското правителство приканва правителствата на всички европейски страни, както и на САЩ, Бразилия и Мексико, да присъстват на официална дипломатическа конференция. Шестнадесет страни изпращат общо двадесет и шест делегати в Женева. На 22 август 1864, конференцията одобрява първата Женевска конвенция „за подобряването на състоянието на ранените в армията на бойното поле“. Представители на 12 държави и царства подписват конвенцията: Баден, Белгия, Дания, Франция, Хесен, Италия, Холандия, Португалия, Прусия, Швейцария, Испания, и Вюртемберг. Тя съдържа десет статии, които установяват за първи път правно обвързващи правила, гарантиращи неутралност и защитата на ранените войници, полеви медицински персонал, както и специфични хуманитарни институции във въоръжен конфликт. Освен това Конвенцията дефинира две специфични изисквания за признаване на националното общество на облекчение от Международния комитет:
- Обществото трябва да бъде запознато със своето собствено правителство като свободно общество според Конвенцията.
- Правителството на съответните страни трябва да бъдат страна държава в Женевската конвенция.

Директните последствия от създаването на Женевската конвенция са първите общества създадени в Белгия, Дания, Франция, Олденбург, Прусия, Испания и Вютенберг. Също през 1864 г., Луис Апия и Чарлс ван дер Велде, капитан от немската армия, стават първите независими и неутрални делегати, които да работят под символа на Червения кръст при военни конфликти. Три години по-късно през 1867 г., е свикана първата национална конференция на Националните помощни общества за сестринство при ранените от войната.
Също така през 1867 г. Жан-Анри Дюнан е заставен да обяви банкрут поради фалит на бизнеса в Алжир, отчасти защото неговите бизнес интереси са пренебрегнати заради неуморимата му активност за международния комитет. Полемиките около бизнес сделките на Дюнант и последващото обществено мнение, комбинирано със съществуващия конфликт с Густав Моине, водят до изключването му от длъжността член и секретар. Той е обвинен за банкрута и е издадена заповед за арестуването му. За това е принуден да напусне Женева и никога да не се завърне в своя град.
През следващите години национални общества се създават в почти всяка страна в Европа. През 1876 година комисията приема името „Международен комитет на Червения кръст“ (МКЧК), което все още е официалното наименование. Пет години по-късно е създаден и Американският Червен кръст, благодарение на усилията на Клара Бартън. Все повече и повече страни подписали Женевската конвенция и започнали да я спазват и на практика по време на въоръжените конфликти. В сравнително кратък период от време, Червеният кръст придобива голяма сила като уважавано международно движение и националните общества стават все по-популярни като място за доброволен труд.
Когато първата Нобелова награда за мир е присъдена през 1901 година, норвежкият Нобелов комитет избира да бъде връчена съвместно на Жан-Анри Дюнан и Фредерик Пари, водещ международен пацифист. По-значително от честта на самата награда, официалното поздравление от Международния комитет на Червения кръст отбеляза закъснялата рехабилитация на Жан-Анри Дюнан и е знак на почит към неговата ключова роля във формирането на Червения кръст. Дюнан умира девет години по-късно в малкия швейцарски здравен курорт Хендън. Само два месеца по-рано неговият дългогодишен противник Гюстав Мойниер също умира, оставяйки следа в историята на Комисията като най-дълго служилия президент.
През 1906 година Женевската конвенция от 1864 година е ревизирана за първи път. Една година по-късно, през 1907 година е приета Хагската конвенция по време на втората международна конференция за мир в Хага, която разширява обхвата на Женевската конвенция за морски военни действия. Малко преди началото на Първата световна война през 1914 година, 50 години след основаването на МКЧК и приемането на първата Женевска конвенция, вече е имало 45 национални общества за взаимопомощ по целия свят. Движението се е разширило отвън Европа и Северна Америка в Централна и Южна Америка (Аржентина, Бразилия, Чили, Куба, Мексико, Перу, Ел Салвадор, Уругвай, Венецуела), Азия (Република Китай, Япония, Корея, Сиам) и Африка (Съюза на Южна Африка).

#### През Първата световна война
С избухването на Първата световна война, Международният комитет на Червения кръст се сблъсква с големи предизвикателства, с които може да се справи само като работи в тясно сътрудничество с националните организации на Червения кръст. Медицински сестри на Червения кръст от цял свят, включително САЩ и Япония, пристигат в подкрепа на медицинските услуги на въоръжените сили на европейските страни, участващи във войната. На 15 октомври 1914 г., веднага след началото на войната, Международния комитет на Червения кръст основава Международна агенция за военнопленници, която до края на 1914 г. има около 1200 души персонал, предимно доброволци. Към края на войната агенцията транспортира около 20 милиона писма и съобщения, 1,9 милиона колета, както и около 18 милиона швейцарски франка парични дарения за военнопленници от всички въвлечени във войната страни. Освен това след намесата на агенцията между враждуващите страни са разменени около 200 000 военнопленници, освободени от плен и завърнали в родината си. Организационната картотека на агенцията, натрупва около 7 милиона записа от 1914 до 1923 г., като всяка карта представлява отделен военнопленник или изчезнало лице. Картотеката води до идентифицирането на около 2 милиона военнопленници и възможността за връзка с техните семейства. Пълният индекс днес е предоставен на Музея на Международния комитет на Червения кръст и Червения полумесец в Женева. Правото на достъп до индекса все още е строго ограничено от Международния комитет.
По време на цялата война Международният комитет на Червения кръст съблюдава спазването на Женевските конвенции от 1907 г. от воюващите страни и проследява оплаквания за нарушения на съответната страна. Когато в тази война за първи път в историята се използват химически оръжия, Международния комитет енергично протестира срещу този нов тип военни действия. Дори и без да има пълномощия по Женевските конвенции, Международния комитет на Червения кръст се опитва да облекчи страданията на гражданското население. В териториите, които са официално определени като „окупирани територии“, комитетът може да съдейства на цивилното население въз основа на „Законите и обичаите на сухопътната война“, приети на Хагската конвенция от 1907 г. Тази конвенция е и правната основа за работата на Международния комитет спрямо военнопленниците. В допълнение към работата на Международната агенция за военнопленниците, тя извършва и проверки на военнопленнически лагери. До края на войната 41 делегата на Международния комитет на Червения кръст посещават общо 524 такива лагера в цяла Европа.
Между 1916 и 1918 г. Международният комитет публикува редица пощенски картички със сцени от военнопленнически лагери. Снимките показват ежедневни дейности на военнопленниците като разпределянето на писмата от дома. Намерението на комитета е да осигури надежда и утеха на семействата на военнопленниците, както и да облекчи несигурността им за съдбата на техните близки. След края на войната Международният комитет на Червения кръст организира завръщането на около 420 хиляди военнопленници в родните им страни. През 1920 г. задачата за репатрирането им е предадена на новоучреденото Обществото на народите, което назначава норвежкия дипломат и учен Фритьоф Нансен за Върховен комисар за репатриране на военнопленниците. Определеният му мандат е продължен с цел поддържане и грижи за военните бежанци и изселените лица, когато по-късно длъжността му е променена от Обществото на народите на Върховен комисар за бежанците. Нансен, който въвежда Нансеновия паспорт за хората без гражданство и е удостоен с Нобелова награда за мир през 1922 г., назначава двама делегати от Международния комитет на Червения кръст като негови заместници. Една година преди края на войната Международният комитет на Червения кръст получава Нобеловата награда за мир за 1917 г. за изключителната си работа по време на войната. Това е единствената Нобелова награда, присъдена във военния период от 1914 до 1918 г.
През 1923 г. Международният комитет приема промяна в политиката си по отношение на избора на нови членове. Дотогава само граждани от град Женева могат да участват в Комитета. Ограничението е разширено до включване на всички швейцарски граждани. Като пряко следствие от Първата световна война, през 1925 г. е приет допълнителен протокол към Женевската конвенция, който поставя извън закона използването на задушаващи или отровни газове и биологични агенти като оръжия. Четири години по-късно първоначалната конвенция е ревизирана и е създадена втората Женевска конвенция – „свързана с третирането на военнопленниците“. Събитията от Първата световна война и съответната дейност на Международния комитет на Червения кръст значително повишават репутацията и авторитета на Комитета сред международната общност и довеждат до разширяване на компетенциите му.
През 1934 г. е предложен проект за допълнителна конвенция за защита на цивилното население по време на въоръжен конфликт, който е приет на международна конференция на Червения кръст. Повечето правителства обаче проявяват слаб интерес към прилагането на тази конвенция и по този начин тя е възпрепятствана да влезе в сила преди началото на Втората световна война.

#### През Втората световна война
Правната основа на работата на Международния комитет на Червения кръст по време на Втората световна война са Женевските конвенции в тяхното издание от 1929 г. Дейността на комитета е подобна на тези през Първата световна война: посещения и наблюдения на военнопленнически лагери, организиране на хуманитарна помощ за цивилното население, както и организирането на размяна на съобщения, засягащи военнопленниците и безследно изчезналите лица. До края на войната, 179 делегати провеждат 12 750 посещения във военнопленнически лагери в 41 страни. Централната информационна агенция за военнопленниците (Zentralauskunftsstelle für Kriegsgefangene) има персонал от близо 3000 души, картотеката с данни за военнопленниците съдържа 45 милиона записа, а агенцията обменя около 120 милиона съобщения. Една от основните пречки пред Международния комитет е, че контролирания от нацистите немски Червен кръст отказва да сътрудничи на Женевските конвенции, включително и за жестоки нарушения като депортирането на евреите от Германия и масовите убийства, извършени в нацистките концентрационни лагери. Освен това две други основни страни в конфликта, Съветския съюз и Япония, не са подписали Женевските конвенции от 1929 г. и правно не са задължени да ги спазват.
По време на войната, Международният комитет на Червения кръст не успява да постигне съгласие с нацистка Германия за лечението на задържаните в концентрационните лагери, и в крайна сметка изоставя прилагането на натиск, с цел да избегне нарушаването на работата си спрямо военнопленниците. Международният комитет също така не е в състояние да получи отговор с надеждна информация за лагерите на смъртта и масовото избиване на евреи, цигани и др. След ноември 1943 г., комитетът получава разрешение за изпращане на колети на задържаните в концентрационни лагери с известни имена и местоположения. Тъй като обратните разписки за колетите често са подписвани от други затворници, Международният комитет успява да регистрира самоличността на около 105 000 задържани в концентрационните лагери и доставя около 1,1 милиона пратки, предимно до лагерите Дахау, Бухенвалд, Равенсбрюк и Заксенхаузен.
Известно е, че офицерът от швейцарската армия Морис Росел е изпратен в Берлин като делегат на Международния Червен кръст, и посещава Аушвиц през 1943 г. и Терезиенщад през 1944 г. Клод Ланзман записва преживяванията му през 1979 г. и издава документален филм, озаглавен „Посетителят от живите“.
На 12 март 1945 г., президентът на Международния комитет на Червения кръст, Якоб Буркхарт получава съобщение от генерала от СС Ернст Калтенбрунер, който приема искането на комитета да се даде възможност на делегати на организацията да посетят концентрационните лагери. Споразумението е обвързано с условието, че делегатите ще трябва да останат в лагерите до края на войната. Десет делегата, сред които Луи Хефлигер (Маутхаузен), Пол Дюнан (Терезиенщад) и Виктор Маурер (Дахау), приемат споразумението и посещават лагерите. Луи Хефлигер успява да попречи на принудителното изпразване и взривяването на лагера Маутхаузен като предупреждава американските войски, и този начин спасява живота на около 60 000 затворници. Действията му обаче са осъдени от Международния комитет, защото са счетени за неправомерно действие, рискуващо неутралността на Червения кръст. Едва през 1990 г. Хефлигер е окончателно реабилитиран от президента на Международния комитет, Корнелио Сомаруга.
Друг пример за дейността на организацията е Фридрих Борн (1903 – 1963), делегат на комитета в Будапеща, който спасява живота на между 11 000 и 15 000 евреи в Унгария. Марсел Жуно (1904 – 1961), лекар от Женева, е друг известен делегат на Червения кръст по време на Втората световна война. Преживяванията на Жуно, който е един от първите чужденци, посетил Хирошима след атомната бомба, са описани в книгата „Войн без оръжие“.
През 1944 г. Международният комитет на Червения кръст, получава втората си Нобелова награда за мир. Както и през Първата световна война, организацията получава единствената награда за мир, присъдена по време на военния период от 1939 до 1945 г. В края на войната, Международният комитет работи в тясно сътрудничество с националните организации на Червения кръст, за да организира помощ за най-сериозно засегнатите страни. През 1948 г. комитетът публикува доклад, в който разглежда дейността си за периода от 1 септември 1939 г. до 30 юни 1947 г. От януари 1996 г. архивът на Международния комитет на Червения кръст за този период е отворен за академични и обществени изследвания.

#### След Втората световна война
На 12 август 1949 г. са приети допълнителни ревизии на съществуващите две Женевски конвенции. Допълнителна конвенция за „Подобряване участта на състоянието на ранените, болните и претърпелите корабокрушение членове на въоръжените сили по море“, понастоящем наричана Втора Женевска конвенция, е приета като наследница на Хагската конвенция от 1907 г. Женевската конвенция от 1929 г. „По отношение на третирането на военнопленници“ може да е втората от историческа гледна точка (защото всъщност тя е втората формулирана в Женева), но след 1949 г. започва да се нарича Трета конвенция, тъй като хронологично е по-късно от Хагската конвенция. Въз основа на опита на Втората световна война се създава нова, четвърта Женевска конвенция – „По отношение на Закона за защита на цивилни лица по време на война“. Също така от 8 юни 1977 г. са издадени допълнителни протоколи, които регламентират приложението на конвенциите при вътрешни конфликти, като например граждански войни. Понастоящем, четирите конвенции и добавените протоколи съдържат повече от 600 членове, в сравнение с 10-те члена на първата конвенция от 1864 г.
В чест на стогодишнината си, през 1963 г. Международният комитет на Червения кръст, заедно с Лигата на организациите на Червения кръст, получава третата си Нобелова награда за мир. От 1993 г. като делегати на комитета в чужбина, е позволено да служат и лица, които не са швейцарски граждани. Оттогава, частта на персонала без швейцарско гражданство се е увеличил с около 35%.
На 16 октомври 1990 г., Общото събрание на ООН решава да предостави статут на наблюдател на Международния комитет за сесиите на събранието и заседанията на подкомисиите – първия подобен статут, даден на частна организация. Резолюцията е съвместно предложена от 138 държави членки и внесена от италианския посланик, Виери Тракслер, в памет на началото на организацията от битката при Солферино.
Споразумение с правителството на Швейцария, подписано на 19 март 1993 г., потвърждава дългогодишната политика на пълна независимост на Комитета от евентуална намеса от страна на държавата. Споразумението защитава неприкосновеността на всички имоти на Международния комитет на Червения кръст в Швейцария, включително седалището и архива на организацията, предоставя имунитет на членовете и персонала, освобождава комитета от данъци и такси, гарантира защитен и безмитен пренос на стоки, услуги и пари, осигурява сигурни комуникационни привилегии на същото ниво като това на чуждестранните посолства и опростява процедурите по влизане и излизане от Швейцария за членовете на комитета.
В края на Студената война, работата на Международния комитет на Червения кръст в действителност става по-опасна. През 90-те, повече делегати са загубили живота си, отколкото в който и да е друг момент от историята на организацията, особено в локални и вътрешни въоръжени конфликти. Тези инциденти често показват липсата на респект към правилата на Женевските конвенции и символите на Червения кръст. Сред убитите делегати са:
- Фредерик Морис. Умира на 19 май 1992 г., на 39 години, един ден след като транспортът на Червения кръст, който придружава е нападнат в босненския град Сараево.
- Фернанда Каладо (Испания), Ингеборг Фос (Норвегия), Нанси Малой (Канада), Гунхилд Миклебист (Норвегия), Шерил Тайър (Нова Зеландия), както и Ханс Елкербоут (Холандия). Разстреляни от упор, докато спат в ранните часове на 17 декември 1996 г. във военно-полевата болница на Червения кръст в чеченския град Новие Атаги, близо до Грозни. Убийците им никога не са заловени и не е установен ясен мотив за убийствата.
- Рита Фокс (Швейцария), Вероник Капо (Демократична република Конго, бивш Заир), Хулио Делгадо (Колумбия), Унен Уфоируорт (ДР Конго), Адуве Боболи (ДР Конго), и Жан Молокабонге (ДР Конго). На 26 април 2001 г., те пътуват с две коли на мисия в североизточната част на Демократична република Конго, когато попадат под кръстосан огън от неизвестни нападатели.
- Рикардо Мунгуа (Салвадор). Работи като инженер в Афганистан и пътува с местни колеги, когато колата им на 27 март 2003 г. е спряна от неизвестни въоръжени мъже. Убит от упор, докато на колегите му е позволено да избягат. Умира на 39 години.
- Ваче Арсланян (Канада). От 2001 г. работи като координатор на мисия в Ирак. Умира, докато пътува в Багдад заедно с членове на иракския Червен полумесец. На 8 април 2003 г. колата му случайно попада в престрелка в града.
- Надиша Ясари Ранмуту (Шри Ланка). Убит от неизвестни нападатели на 22 юли 2003 г., когато колата му е запалена близо до град Хила, южно от Багдад.
- Емерих Прегетер (Австрия). Специалист по логистика, който е смъртоносно нажилен от рояк пчели-убийци на 11 август 2008 г., по време на пътуване с конвой камиони на Червения кръст, превозващи строителни материали за възстановяване на хирургическа клиника в района на Джебел Мара, Западен Дарфур, Судан.

## Дейности

### Дейности и организация на Червения кръст

#### Мисия и отговорности на МКЧК
Официалната мисия на Международния комитет на Червения кръст, като безпристрастна, неутрална и независима организация, е да подкрепи защитата на живота и достойнството на жертвите от международните и вътрешни въоръжени конфликти. Съгласно Севилското споразумение от 1997 година, МКЧК е „Водеща агенция“ на Движението в конфликтите. Основните задачи на Комитета, които са получени от Женевските конвенции и устава му са следните:
- да следи за спазването на воюващите страни с Женевските конвенции;
- да организира медицинската грижа за тези, които са ранени на бойното поле;
- да упражнява контрол върху лечението на военнопленниците;
- да помага при търсенето на изчезнали лица при въоръжен конфликт;
- да организира защита и грижа за цивилното население;
- да бъде арбитър между воюващите страни във въоръжен конфликт.

#### Правен статус и организация
МФЧК е със седалище в Женева. Също така работят офиси в пет различни зони (Африка, Северна и Южна Америка, Азия, Европа, Близкия изток и Северна Африка), 14 постоянни регионални офиси и разполага с около 350 делегати в повече от 60 делегации по цял свят. Правното основание за работата на МФЧК е нейната конституция. Изпълнителният орган на МФЧК е секретариат, ръководен от генерален секретар. Секретариатът се поддържа от пет подразделения включително от „Програма „Услуги, „Хуманитарни ценности и хуманитарна дипломация“, „Национално общество и развитие на знанието“ и „управление и услуги за управление“.
Органът, който взима най-важните решения на МФЧК, е неговото Общо събрание, което свиква на всеки две години с делегати от всички национални общества. Наред с други задачи, Общото събрание избира генералния секретар. Между свикването на общите събрания, управителния съвет е ръководен орган на МФЧК. Той има правото да взема решения за МФЧК в редица области. Управителният съвет се състои от председател и заместник-председател на МФЧК, председателите на комисиите по финанси и младежта, както и двадесет избрани представители от националните общества.
Символът на МФЧК е комбинацията на Червения кръст (вляво) и Червения полумесец (вдясно) на бял фон, заобиколен от червено правоъгълна рамка.

#### Финансиране и финансови въпроси
Основните части на бюджета на МФЧК се финансират от вноски от националните дружества, които са членове на МФЧК и чрез приходите на своите инвестиции. Точната сума на вноските от всяко дружество член се определя от Комисията по финансите и се одобрява от Общото събрание. Всяко допълнително финансиране, особено за непредвидени разходи за мисии за хуманитарна помощ, се повишава с „молби“, публикувани от МФЧК и идва за доброволни дарения от страна на националните дружества, правителства, други организации, корпорации и частни лица.

### Националните дружества в Движението

#### Официално признаване на национално дружество
Националните дружества на Червения кръст и Червения полумесец съществуват в почти всяка страна в света. В родината си, те поемат задълженията и отговорностите на националното дружество за взаимопомощ, определени от Международното хуманитарно право. В движението, МКЧК е отговорен за правното признаване на дружеството за взаимопомощ като официално национално дружество на Червения кръст или Червения полумесец. Точните правила за признаване са определени в устава на движението. Член 4 от настоящия устав съдържа „Условия за признаване на националните дружества“.
За да бъде признато по смисъла на член 5, параграф 2б като национално дружество, то трябва да отговаря на следните условия:
- Да се състои на територията на независима държава, където е в сила Женевската конвенция за подобряване участта на ранените и болните от въоръжените сили в тази област.
- Да има единствено национално дружество на Червения кръст или Червения полумесец и да се ръководи от централен орган, който трябва сам да е компетентен и да го представлява в отношенията си с другите компоненти от Движението.
- Да бъде надлежно признато, от законно правителство на своята страна, въз основа на Женевските конвенции и на националното законодателство, като доброволно подпомагащо дружество, помагащо на публичните власти в хуманитарната област.
- Да има автономен статут, който му позволява да работи в съответствие с основните принципи на Движението.
- Да използва името и емблемата на Червения кръст или Червения полумесец в съответствие с Женевските конвенции.
- Да бъде организирано така, че да бъде в състояние да изпълнява задачите, определени в устава му, включително подготовката в мирно време за неговите законово – установени в случай на въоръжен конфликт.
- Да разширява своята дейност на територията на цялата държава.
- Да назначава свои доброволни членове и служители без оглед на раса, пол, класа, религия или политически убеждения.
- Да се придържа към този Устав, участвайки в дружеството, което обединява компонентите на Движението и си сътрудничи с тях.
- Зачита основните принципи на Движението и се ръководи в работата си от принципите на Международното хуманитарно право.

След признаването от страна на МКЧК, националното дружество се приема за член на Международната федерация на Червения кръст и Червения полумесец. Въпреки това някои национални дружества силно възразяват срещу процеса по признаване и допускане. Не е честно изпълнението от страна на МКЧК и МФЧК, както например в процеса на признаване на Северен Кипър – Червения полумесец.

#### Дейности на националните дружества в национален и международен план
Въпреки официалната независимост по отношение на своята организационна структура и работа, всяко национално дружество все още е обвързано със законите на страна си по произход. В много страни, Националния Червен кръст и Червения полумесец ползват изключителни привилегии, дължащи се на споразумения с правителствата си или специфични „Закони на Червения кръст“ предоставящи пълна независимост, както се изисква от Международното движение. Задълженията и отговорностите на националното дружество, определящи се от Международното хуманитарно право и устава на Движението, включват хуманитарна помощ при въоръжени конфликти и извънредни кризи като природни бедствия. В зависимост от съответните им човешки, технически, финансови и организационни ресурси, много национални дружества поемат допълнителни хуманитарни задачи в родните им страни, като например кръводаряване или действащи като доставчици на гражданска Спешна медицинска помощ (СМП). МКЧК и Международната федерация си сътрудничат с националните общества в своите международни мисии, особено с човешки, материални и финансови ресурси, и организиране на логистиката на място.

## Емблеми
Още при създаването на Международния комитет на Червения кръст през 1863 година, основателите му си поставят за цел да въведат прост, лесно разпознаваем и използван от различните воюващи страни символ, с който да се обозначава медицинския персонал по време на военни действия. Те избират за тази цел червен кръст на бял фон, подобен на швейцарското знаме, но с разменени цветове.
По време на Руско-турската война от 1877 – 1878 година османската страна, макар да зачита Червения кръст, смята че той има религиозно значение и използва вместо него подобен Червен полумесец на бял фон. Този символ е временно признат за периода на войната. През 1929 година на Турция и Египет е признато правото да използват Червения полумесец, а на Иран – Червен лъв и слънце. Въпреки че Червеният кръст се стреми да ограничи използването на разнообразни символи, днес над 30 страни използват Червения полумесец.
През 1949 година Израел предлага Червената звезда на Давид, използвана от неговите военни медицински служби, също да бъде признат за официална емблема. Предложението на Нидерландия е да бъде намерен един културно неутрален символ, който да бъде използван от всички страни, но в крайна сметка е запазено дотогавашното положение. През 1980 година, след Ислямската революция, Иран спира да използва Червения лъв и слънце и преминава към употреба на Червения полумесец.
През 2005 година е взето решение, влязло в сила две години по-късно, според което е призната нова официална емблема – Червен кристал. Освен че е религиозно неутрална, тя дава възможност за вписване в нея на допълнителни символи.
- Официално признати емблеми
- Червен кръст
- Червен полумесец
- Червен лъв и слънце
(не се използва)
- Червен кристал